# متاکریلیک اسید
متاکریلیک اسید (به انگلیسی: Methacrylic acid) با فرمول شیمیایی C۴H۶O۲ یک ترکیب شیمیایی است. که جرم مولی آن ۸۶٫۰۶ g/mol می‌باشد.